# Włodzimierz Brodowski
Włodzimierz Ludomir Brodowski (ur. 6 grudnia 1823, zm. 27 października 1903 w Warszawie) – polski lekarz, specjalista anatomii patologicznej, profesor zwyczajny.

## Życiorys
Urodził się w 1823 w guberni mińskiej, syn Leona Brodowskiego i Marii z Hornowskich. Został absolwentem gimnazjum w Mińsku. Ukończył studia medyczne w Moskwie w 1848. Przez rok pracował jako asystent w tamtejszej klinice ginekologicznej. Później praktykował w Białej Cerkwi, Brusiłowie, Łysiance. Następnie przez długi czas chorował na zapalenie stawu biodrowego, po wyleczeniu został inwalidą, poruszał się o lasce. Od 1855 kształcił się w anatomii patologicznej w Wiedniu, Würzburgu, Paryżu. Po powrocie ponownie pracował w Łysiance, a w 1857 został lekarzem w Szpitalu Ujazdowskim w Warszawie. W 1862 został adiunktem anatomii patologicznej w Akademii Medyko-Chirurgicznej w Warszawie, gdzie był wykładowcą. Jesienią 1862 akademię wcielono do Szkoły Głównej jako Wydział Lekarski, wykładał tam anatomię i kazuistykę. W późniejszym czasie był wykładowcą warszawskiej Szkoły Głównej i na Cesarskim Uniwersytecie Warszawskim. W 1864 został profesorem nadzwyczajnym, a w 1865 profesorem zwyczajnym. Od 1869 (do 1887) był dziekanem Wydziału Lekarskiego UW w Warszawie, rok później wydał pierwszy tom "Anatomii patologicznej". Był sekretarzem stałym Towarzystwa Lekarskiego Warszawskiego. Działał społecznie jako prezes Warszawskiego Towarzystwa Dobroczynności.
Został członkiem honorowym wszystkich polskich towarzystw lekarskich. W 1900 otrzymał tytuł doktora honoris causa Uniwersytetu Jagiellońskiego. Przeszedł na emeryturę w 1897. 
Zmarł 27 października 1903 w wieku 80 lat, pochowany na cmentarzu Powązkowskim w Warszawie.
Wśród jego wychowanków byli Czesław Chęciński, Teodor Dunin, Zygmunt Laskowski, Józef Skłodowski.